# Angoulême CFC
Angoulême CFC là một câu lạc bộ bóng đá Pháp đến từ thành phố Angoulême. Được thành lập vào năm 1920 với tên SC Angoulême, câu lạc bộ nổi tiếng với cái tên AS Angoulême, một cái tên mà câu lạc bộ mang từ năm 1948 đến 1992. Họ thay đổi tên hiện tại của họ vào năm 2005. 